# Iris Kyle
Iris Kyle (Benton Harbor (Michigan), 22 augustus 1974) is een Amerikaans bodybuildster. 
In 1994 won ze haar eerste wedstrijd, de Long Beach Muscle Classic. 
In 2006 won zij de Ms. Olympia, waar ze al sinds 1999 in de top 5 voorkwam. 